# Мокрушино (Новосибірська область)
Мокрушино (рос. Мокрушино) — село у Тогучинському районі Новосибірської області Російської Федерації.
Входить до складу муніципального утворення Степногутовська сільрада. Населення становить 109 осіб (2010).

## Історія
Згідно із законом від 2 червня 2004 року органом місцевого самоврядування є Степногутовська сільрада.

## Населення
| 2002 | 2007 | 2010 |
| ---- | ---- | ---- |
| 187  | ↘151 | ↘109 |